# Flagge Arizonas

Flagge Arizonas

Die Flagge des US-Bundesstaats Arizona wurde am 17. Februar 1917 offiziell angenommen.
Die sieben roten und sechs goldenen Strahlen stehen für die ursprünglich 13 Countys des Bundesstaates. Sie erinnern an die Strahlen der im Westen untergehenden Sonne. Arizonas Sonnenuntergänge sind berühmt. Rot und Gelb sind auch die Farben der spanischen Konquistadoren, die unter Coronado ab 1540 Arizona besiedelten. Das Blau in der Flagge symbolisiert die Freiheit. Der im Herzen der Fahne prangende Stern steht für den Kupferbergbau. Schließlich ist Arizona größter Kupferproduzent in den Vereinigten Staaten.

## Trivia
In einer 2001 durchgeführten Internet-Abstimmung der North American Vexillological Association (Nordamerikanischer Flaggenkunde-Verband) über die am besten gestalteten Flaggen von US-Bundesstaaten und kanadischen Provinzen wurde die Flagge Arizonas auf den sechsten Platz gewählt.

## Sonstiges
In Belgien hat sich zu Beginn des Jahres 2025 eine sogenannte „Arizona-Koalition“ aus Parteien mit den „politischen Farben“ der Flagge des US-Bundesstaates gebildet: Orange (CD&V und früher Les Engagés), Blau (MR), Rot (Vooruit) und Gelb (N-VA).